# Kevin Kupi
Kevin Kupi (ur. 28 grudnia 1999) – albański zapaśnik walczący w stylu klasycznym. Zajął 21. miejsce na mistrzostwach świata w 2023 roku.
Zajął dziewiętnaste miejsce na mistrzostwach Europy w 2023. Siódmy na igrzyskach śródziemnomorskich w 2022. Złoty medalista Światowych Igrzysk Sportów Walki w 2023 roku.